# Aeropuerto Internacional de Sunan
El Aeropuerto Internacional de Sunan (IATA: FNJ, OACI: ZKPY) es el principal aeropuerto de Pionyang, en Corea del Norte, ubicado a 24 km del centro de la capital. 
Sunan tiene dos pistas de aterrizaje, la mayor de ambas (01/19) se utiliza principalmente para vuelos internacionales. La segunda pista (17/35) se utiliza para uso doméstico y los vuelos civiles. El horario del aeropuerto es de 06:00 a 22:00 en verano y de 07:00 a 21:00 en invierno. 
En el aeropuerto está la base de Air Koryo. En el año 2000 Aeroflot suspendió su vuelo semanal desde Moscú. China Southern Airlines, que ofrece vuelos chárter regulares desde y hacia Pekín durante la temporada alta, retiró el servicio en noviembre de 2006. En abril de 2008, Air China restableció los vuelos a Pekín tres días a la semana. Mandarin Airlines y Far Eastern Air Transport ofrecen vuelos para turistas entre el aeropuerto de Taipéi y Pionyang durante el verano (de junio a agosto). Korean Air y Asiana Airlines también ofrecen vuelos a Incheon, el aeropuerto de Seúl, y a Yangyang, en la costa este de Corea del Sur, desde Pionyang. Estos vuelos son utilizados por los familiares de norcoreanos que viven en Corea del Sur.

## Historia

### Modernización
Air Koryo, junto con el gobierno de Corea del Norte, ha comenzado a modernizar la aviación y el transporte en el país. Air Koryo está modernizando sus aviones (actualmente son antiguos modelos soviéticos) y está adaptando los aeropuertos (incluidos los de Sunan, Chongjin, Wonsan, Hamhung, Kaesong y Samjiyeon) a las normas occidentales para atraer a más turistas.

## Terminales

### Terminal 1
La Terminal 1 fue la terminal internacional temporal entre el cierre y la demolición de la terminal original y la apertura de la Terminal 2 en julio de 2015. Desde entonces, la Terminal 1 ha cerrado y está en construcción.

### Terminal 2
La Terminal 2 se abrió el 1 de julio de 2015. Es seis veces más grande que la terminal original. Tiene una docena de mostradores de facturación y tres puertas de embarque. También hay un quiosco, una cafetería, una sala con conexión a Internet, una tienda libre de impuestos y otras tiendas.

## Aerolíneas y destinos
A junio de 2019 las siguientes compañías dan servicio a Pionyang.

### Destinos internacionales
| Destinos regulares | Nombre del aeropuerto                       | Aerolíneas        |      |      |
| Asia               | Asia                                        | Asia              | Asia | Asia |
| ------------------ | ------------------------------------------- | ----------------- | ---- | ---- |
| China              |                                             |                   |      |      |
| Pekin              | Aeropuerto Internacional de Pekín-Capital   | Air Koryo         |      |      |
| Shanghái           | Aeropuerto Internacional de Shanghái-Pudong | Air Koryo         |      |      |
| Shenyang           | Aeropuerto Internacional Shenyang-Taoxian   | Air Koryo         |      |      |
| Rusia              |                                             |                   |      |      |
| Moscú              | Aeropuerto Internacional Sheremetyevo       | Nordwind Airlines |      |      |
| Vladivostok        | Aeropuerto Internacional de Vladivostok     | Air Koryo         |      |      |